# Ulrik Koskull
Claes Ulrik Koskull, född 6 juli 1792 i Åbo, död 8 mars 1863 i Stockholm, var en svensk friherre och officer.
Koskull inskrevs i krigstjänst 1797. Under en månad 1818 var han tjänstgörande direktör vid Kungliga Teatern. 1827 blev han adjutant hos kungen, kabinettskammarherre 1830 och slutligen överste 1831. År 1826 bildade Koskull inom hovkretsen Sällskapet för sångövningar och var dess ledare till 1838. Koskull var även amatörmusiker och tonsättare samt medlem av Harmoniska Sällskapet. Han invaldes som ledamot nummer 259 i Kungliga Musikaliska Akademien den 2 juni 1830.
Han komponerade en sorgemarsch till Karl XIV Johans begravning 1844, pianoverk samt ett divertimento.